# Haymarket, London

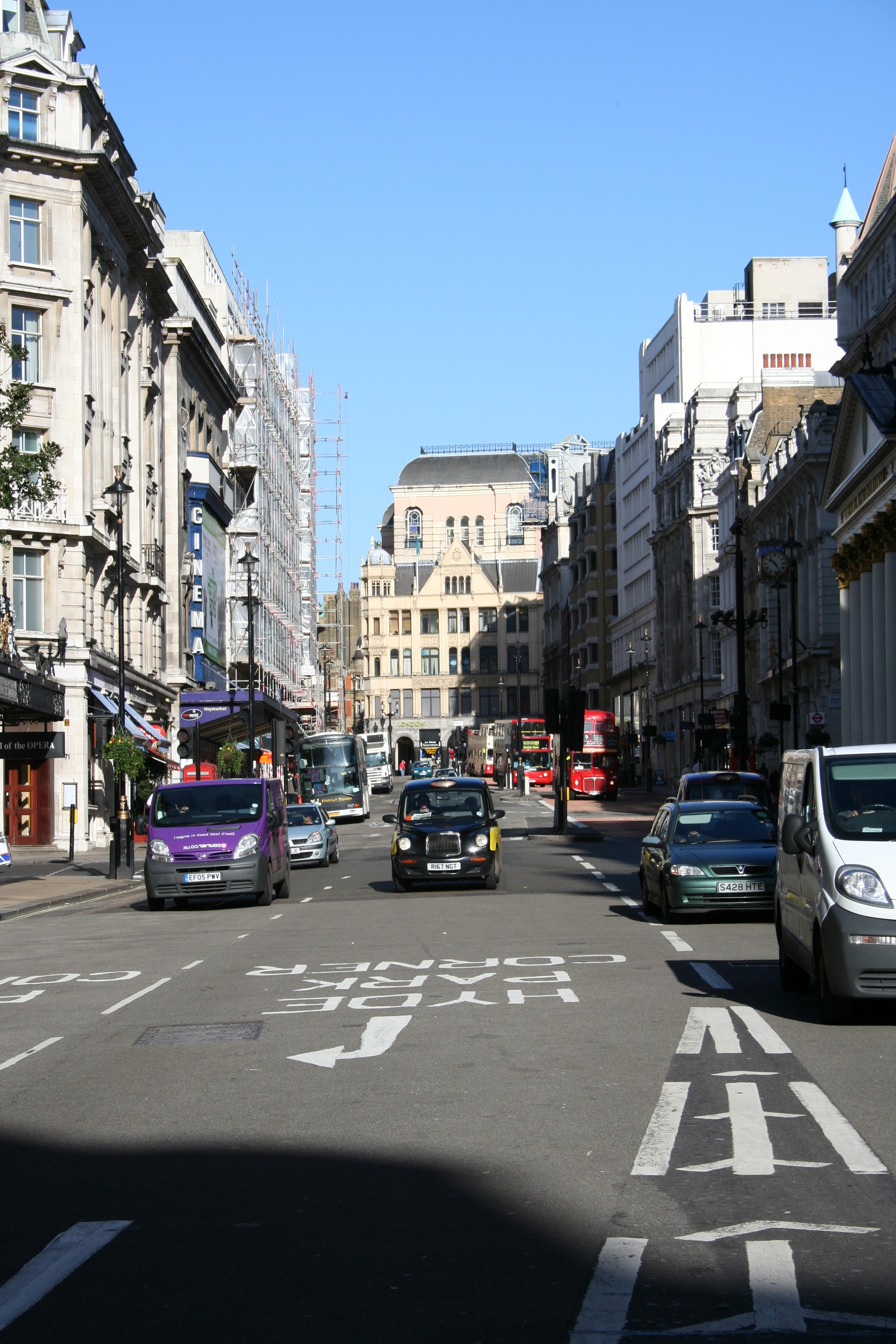
Haymarket.

Haymarket är en gata i centrala London. Den går från The Mall nära Trafalgar Square upp till Piccadilly Circus. Gatan är känd for sina fashionabla restauranger och sina två anrika teatrar, Theatre Royal (Haymarket Theatre) och Her Majesty's Theatre. 

## Namn
Namnet kommer av att platsen tidigare användes för försäljning av bland annat hö.

## Teaterdistrikt
Haymarket ligger i Londons teaterdistrikt West End, och har hyst teatrar sedan 1600-talet. 1705 öppnade här Queen's Theatre, ritad av arkitekten John Vanbrugh. Då salen visade sig ha en akustik som lämpade sig for operaframföranden, blev Queen's snart en ledande operascen i London. Det var här de flesta av Georg Friedrich Händels operor och oratorier hade premiär mellan 1710 och 1745. Efter drottning Annas död 1710 blev döptes teatern om till King's Theatre. Byggnaden brann 1790, och en ny King's Theatre restes kort därefter, vilken gick förlorad i en ny brand hundra år senare. 1897 blev så His Majesty's Theatre byggd på samma plats, och denna byggnad (idag Her Majesty's Theatre) är fortfarande i bruk till större musikaluppsättningar.
Theatre Royal på andra sidan gatan är från 1820. Här låg tidigare en teater från 1720-talet.